# Nieuwe Republiek
La Niewe Republiek o legalment Nieuwe Republiek Zuid Afrika (Nova República en afrikaans) fou una república bòer, contemporània de les de Stellaland i Goshen, proclamada el 16 d'agost de 1884 amb terres cedides pels zulu, en territori que fou part de l'antiga república bòer de Natal. Tenia 13.600 km² i la capital era Vryheid o Vijheid (Llibertat), nom alternatiu de l'estat. El fundador i president fins a la seva annexió al Transvaal el 20 de juliol de 1888 era Lucas Johannes Meijer (1846-1902); com a secretari d'estat va actuar en el mateix període Daniel Johannes Esselen (1851-1919).
Els terrenys, situats al riu Mfolozi, foren cedits per Dinuzulu als bòers i altres mercenaris que l'havien ajudat a derrotar el seu rival al tron zulu, Usibhephu, a la batalla de la muntanya del Fantasma (Ghost Mountain) o batalla de Etshaneni, al nord del riu Mkhuze (5 de juny de 1884); el cap zulu no va poder pagar en diners als mercenaris i els va haver de cedir extensos territoris. Els britànics, inquiets, van protestar, ja que sabien, per la comissió territorial formada el novembre de 1878 sobre les disputes de territoris entre zulus i bòers, que el rei zulu no tenia legalment dret a cedir territoris, però finalment no es van decidir a prendre part per un rei nadiu pagà contra els bòers cristians.
El 5 d'agost de 1884 els mercenaris, majoritàriament bòers, descontents de l'actuació britànica, es van agrupar a Vryheid i el dia 16 es va proclamar formalment la república en aquesta ciutat, que va esdevenir la capital. Després del 1884 els bòers van començar a expulsar els zulus de les terres que ocupaven dins els límits de la República. L'estat fou finalment reconegut pels britànics el 22 d'octubre de 1886 que al cap de pocs mesos van annexionar el territori zulu al nord del riu Thukela (1887); la revolta zulu que va seguir, dirigida per Dinizulu (juny de 1888) fou aplanada; el rei fou jutjat per alta traïció a Eshowe, i condemnat. L'annexió de Zululand no deixava gaires esperances de seguretat a l'estat enfront de l'imperialisme britànic. El 20 de juliol de 1888 la Nova República va ser annexionada, a petició pròpia, a Transvaal, encara que gaudint d'una notable autonomia. Les relacions entre els bòers i els zulu no van parar d'empitjorar i quan va esclatar la Segona Guerra Bòer (1899-1902) els britànics es van assegurar la seva neutralitat, i molts caps zulus de la Nova República es van traslladar a territori zulu sota domini britànic.
El juny de 1900 les forces britàniques van entrar a Vryheid, la capital. A. J. Shepstone, fill de Sir Theophilus Shepstone, l'antic secretari d'afers nadius de Natal, fou enviat a la zona i va treballar junt amb l'oficial britànic de la intel·ligència militar J. Roberts per mobilitzar alguns zulus abaqulusi contra els bòers, i els reclutats van tenir paper destacat en la victòria sobre els bòers a Schurweberg, prop de Vryheid. El març de 1901 es va declarar a la regió la llei marcial.
Després de la Segona Guerra Bòer el seu territori fou transferit a la colònia de Natal (1903).